# Blitar (stad)
Blitar is een stad met ongeveer 125.000 inwoners gelegen in de provincië Oost-Java in Indonesië. Blitar is gelegen ten zuiden van de vulkanen Kelud en Kawi. Het graf van Soekarno, de eerste president van Indonesië, ligt niet ver van Blitar, hoewel hij liever in Bogor begraven had willen worden.

## Lijst van burgemeesters
In 1906 kreeg Blitar een gemeenteraad voorgezeten door een assistent-resident. Vanaf 1929 kreeg ze als stadsgemeente een eigen burgemeester (wali kota).

### Nederlands-Indische periode
- J.H. Boerstra (1929-1934)
- C.E. Cohen (1934-1938)
- Mr. O.J.A. Qaurtero (1938-1942)

### Japanse bezetting
- Drajat Prawiro Soebroto (1942-1943)
- Soedrajat (1943-1944)
- Mochtar Prabu Mangkunegoro (1944-1945)

### Indonesische periode
- Soerono Harsono (1945-1947)
- Soenarjo Adiprodjo (1947-1948)
- Soenarjo (1948)
- Soetadji (1949-1950)
- Soepardi (1950-1953)
- Ismaoen Danoe Soesastro (1953-1956)
- Soeparngadi (1956-1960)
- R. Koesmadi (1960)
- R.M. Prawiro Koesoemo (1960-1964)
- Fakhihudin (1964 –1968)
- Drs. Soerjadi (1968)
- Drs. Soekirman (1969-1975)
- Drs. Haryono Koesoemo (1975-1980, 1980-1985)
- Drs. H. Achmad Boedi Soesetyo (1985-1995)
- H. Istijono Soenarto, SH (1995-2000)
- Drs. H. Djarot Saiful Hidayat, MS. (2000-heden)

## Geboren in Blitar
- Annie Fokker (1887-1949), journalist, beeldhouwer en kunstschilder
- Anthony Fokker (1890-1939), luchtvaartpionier en vliegtuigbouwer

## Bezienswaardigheden
- Begraafplaats Soekarno
- Soekarno museum
- Panatarantempels